# ニシツノメドリ
ニシツノメドリ（西角目鳥、Fratercula arctica）は、ウミスズメ科に分類される鳥の一種。

## 分布
ヨーロッパ北部、フェロー諸島、アイスランド、および北アメリカ北東部など、北極圏からフランス北部、アメリカのメイン州に至る沿岸部で繁殖する。
冬季の数か月は、陸から離れた海上ですごし、ヨーロッパではビスケー湾から、モロッコ、地中海西部まで、北アメリカではメリーランド、ノースカロライナまで南下するものもある。

## 分類
以下の亜種の分類は、Clements Checklist (v2019)に従う。一方でIOC World Bird List (v11.1)では、亜種F. a. grabaeと亜種F. a. naumanniをシノニムとし本種に亜種を認めていない。
Fratercula arctica arctica
バフィン島からメーン、スカンディナヴィア半島、ノヴァヤゼムリャ南部で繁殖する
Fratercula arctica grabae
イギリスからフランス北西部、スカンディナヴィア半島南部、フェロー諸島で繁殖する
Fratercula arctica naumanni
カナダ北部からグリーンランド・スピッツベルゲン・ノヴァヤゼムリャにかけての地域で繁殖する

## 形態
体長は30cmほどで (28-34cm) 。翼開長56cm (50-60cm) 。体重380g。太くて派手なくちばしが特徴で、縦に平たい数本の溝があり、先から赤、黄、青灰色にいろどられている。胸から腹および下尾筒は白く、腹や顔以外の羽毛は黒い。尾羽は短い。虹彩は青みのある黒色で、目の周りに赤い環がある。足は橙色から赤色。
冬羽（9-2月）では顔が灰色でくちばしもくすんだ色だが、夏羽（3-8月）ではくちばしの色が鮮やかになり、顔が白くなる。また、目の上と後ろに黒くて細い模様ができ、名前のとおり目から角が生えたようになる。雌雄同色。幼鳥の顔は暗色で、くちばしは灰色みを帯びて嘴先には赤みがあるが、小さくて、4-5年で完全に大きくなる。

## 生態

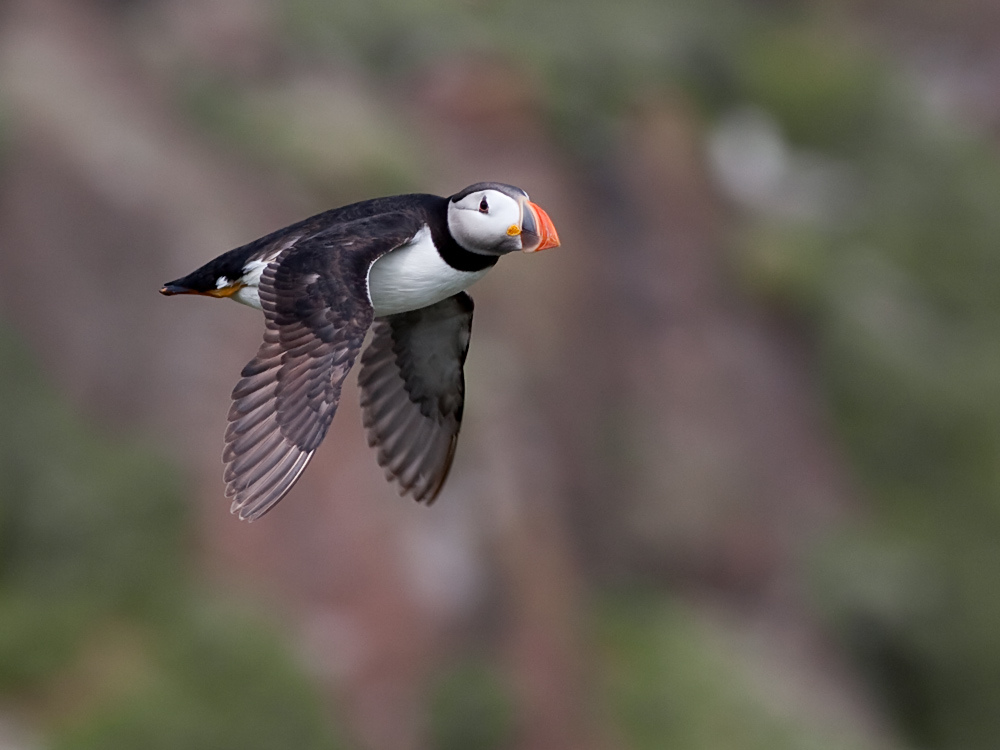
飛翔（スコットランド、フォース湾）

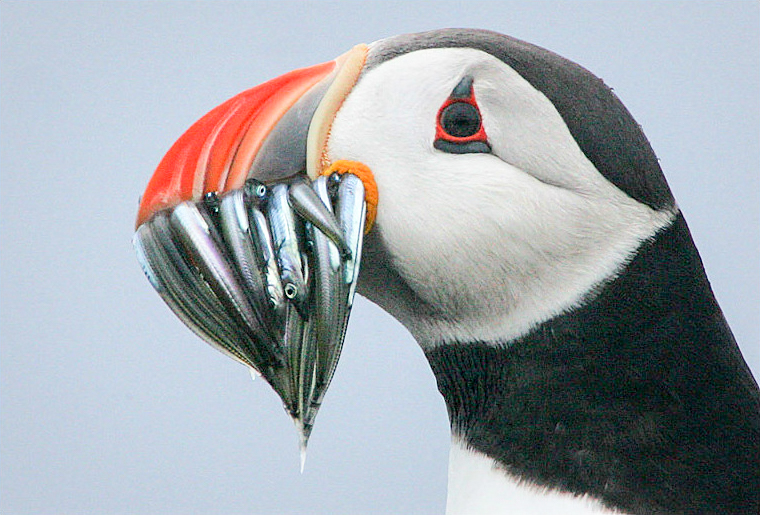
雛にやるイカナゴを採った成鳥

非繁殖期は外洋で過ごす。くちばしから油を排出し体中に付着させることにより水分を弾いている。短い翼をたくみに使って潜水し、おもに魚類（特にイカナゴ、スプラットイワシ 〈Sprattus〉、ニシン、カラフトシシャモ）を捕食する。水深50m以上まで潜ることができる。くちばしの縁は鋭いギザギザで、くわえたイカナゴなどの魚を逃がさない。飛翔時の翼動は速い。
3月中旬以降、繁殖期には海に面した断崖の上の地面に集団で営巣し、通常70-110cmの浅い巣穴を掘って草や羽毛を敷く。春季に雌雄が求愛行動を行い、互いにくちばしをたたき合う。卵は5-7月にみられ、5月中旬に1個の卵を産み、雌雄が36-43日間抱卵する。卵の大きさは6.3 × 4.4cmで、重さは64g。雛（ひな）が孵化すると親鳥は海で採餌し、くちばしに魚を多数ぶらさげて巣に戻ってくるようになる。一度に多数の魚をくわえられるわけは、とらえた魚を上のくちばしと舌ではさみ、上のくちばしと下のくちばしでさらに魚をとらえることができるからである。雛は巣立つまで38-44日かかるが、7-8月になると親鳥は雛を残して渡去する。
5年で成鳥として繁殖するようになり、一般的な寿命は18年とされるが、最長33年以上生き、35年11か月13日（2010年）の生存例もある。

## 人間との関係
漁業との競合による餌資源の枯渇および漁業による混獲、海洋汚染や原油流出、繁殖地での狩猟、繁殖地に人為的に移入されたミンクやクマネズミ類による捕食などにより生息数が減少している。海水温の変動による食物の減少や、異常気象による悪天候の襲来（大寒波による大量死・繁殖地で大雨からの浸水による繁殖率の低下など）などによる影響も懸念されている。
アイスランドでは狩猟の対象となっており、アイスランド料理では肉を使ったジビエ（狩猟料理）がある。味は大変美味とされる。鶏肉よりも味は勝るといわれる。

## メディアへの登場
『スター・ウォーズ/最後のジェダイ』に登場するポーグはアイルランドのシュケリッグ・ヴィヒルに住むニシツノメドリをモデルとしている。